# El Carro (Tarot)

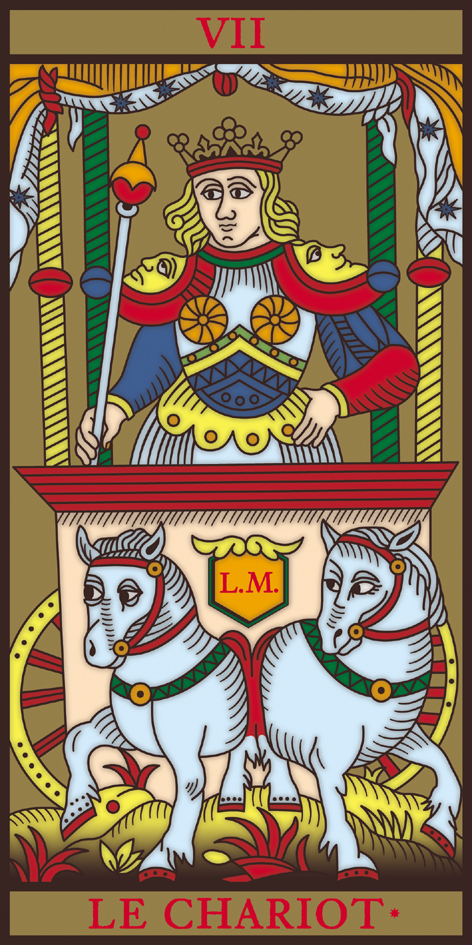
El Carro

El Carro es el Arcano VII de las cartas del Tarot, representando movimiento y avance.

## Elementos descriptivos
- Un hombre con corona con un cuadrado en el pecho.
- El hombre se encuentra como unido a una carroza de características cuadradas. El carro está techado por un manto en algunos casos con estrellas.
- El carro es conducido por dos caballos y también parecer estar fusionados con el carro. Los caballos parecen caminar en direcciones ligeramente distintas, e incluso ser uno negro y otro blanco, o bien, rojo y azul. Inclusive en lugar de caballos llegan a aparecer esfinges.
- El hombre tiene un cetro pero no parece llevar las riendas.
- Las ruedas asemejan a columnas, o bien, están perpendiculares al avance del carro.
- Al frente del carro hay una especie de escudo con alas. El escudo está grabado con la inscripción L.M., con un corazón, o bien, con un cilindro atravesando una anillo.

## Semejanzas con otras cartas del Tarot
- El Sumo Sacerdote, La Sacerdotisa, La Justicia, El Colgado - las dos columnas.

## Simbología
El Carro representa el control de la mente humana sobre las pasiones animales y el instinto, o más esotéricamente, el Yo Superior sobre los bajos egos y agregados psicológicos. Representa la guerra- pues el carro es usado en batalla- tanto contra fuerza superiores- enemigos, obstáculos, problemas- como contra los defectos internos del individuo. 
Existen muchos mitos en donde aparece un dios cabalgando sobre un carro, como el caso de Krishna y Arjuna en el Bhagavad Gita, el dios solar Ra entre los egipcios, así como Helios y Faetón en la mitología griega. En el Tarot Vikingo aparece Thor sobre su carruaje tirado por cabras y en el Tarot Mítico aparece Ares. En el Tarot X de CLAMP es representado por Sorata Arisugawa.
| Precedido por: VI. El Enamorado | Arcanos mayores del Tarot | Sucedido por: VIII. La Justicia |

- Datos: Q745564
- Multimedia: Chariot (Major Arcana) / Q745564